# J·大衛·莫爾森
J·大衛·莫爾森 (1928年6月1日 – 2017年5月8日) 是一个加拿大商人。

## 背景
他的儿子约翰·亨利·莫尔森和佛罗伦·萨海瑟·布朗。 他们在蒙特利尔接受教育，随后在布鲁塞尔加入莫爾斯啤酒。

## 蒙特利尔加拿大人
1964年至1972年间，他是蒙特利尔加拿大人主席。 在1965年, 1966, 1968, 1969年和1971年，他为蒙特利尔赢得了5次史丹利盃。

## 个人生活
莫尔森和克莱尔·福克纳在1955年结婚，育有两个儿子（約翰·亨利和大衛·休）和一个女儿(凯瑟琳·丽莎白)。 
莫尔森死于2017年5月8日，终年88岁。